# 1700 Jahre jüdisches Leben in Deutschland
1700 Jahre jüdisches Leben in Deutschland (alternative Namen: 2021-jüdisches Leben in Deutschland und #2021JLID – Jüdisches Leben in Deutschland) war ein Festjahr, mit dem in den Jahren 2021 und 2022 das 1700-jährige Bestehen jüdischer Gemeinschaften im Gebiet des heutigen Deutschland gefeiert wurde. Organisiert wurde das Festjahr vom Verein „321–2021: 1700 Jahre jüdisches Leben in Deutschland e. V.“

## Hintergrund
Im Jahr 2021 war das 1700-jährige Jubiläum des ersten bekannten Nachweises einer jüdischen Gemeinde im Gebiet des heutigen Deutschland in einem Dekret des römischen Kaisers Konstantin vom 11. Dezember 321. Das Dekret setzte die Befreiung der Juden von städtischen Ämtern der Kölner Stadtverwaltung außer Kraft.

## Auftaktveranstaltung
Das Festjahr wurde am 21. Februar 2021 in der Kölner Synagoge eröffnet. Grußworte sprachen Bundespräsident Frank-Walter Steinmeier, Schirmherr des Festjahres, Reuven Rivlin, Staatspräsident Israels, der damalige Ministerpräsident von Nordrhein-Westfalen Armin Laschet, der Präsident des Zentralrates der Juden in Deutschland Josef Schuster und Abraham Lehrer, Vorstand der Synagogen-Gemeinde Köln. Der Festakt wurde von den Fernsehprogrammen Das Erste, Deutsche Welle und Phoenix übertragen. Das 2021 eröffnete Festjahr wurde bis zum 31. Juli 2022 verlängert, damit auch die aufgrund der Corona-Pandemie ausgefallenen Veranstaltungen stattfinden konnten.

## Verein
Der Verein „321–2021: 1700 Jahre jüdisches Leben in Deutschland e. V.“ wurde 2018 in Köln gegründet. Gründungsmitglieder waren unter anderem Zentralratspräsident Josef Schuster, der damalige Präsident des Zentralrats der deutschen Katholiken Thomas Sternberg, der Präsident des Deutschen Evangelischen Kirchentags Hans Leyendecker und der Vizepräsident des Zentralrats der Juden und Vorstandsmitglied der Synagogen-Gemeinde Köln Abraham Lehrer. Jürgen Rüttgers übernahm den Vorsitz des Kuratoriums. Den Vorstand bildeten Matthias Schreiber von der Evangelischen Kirche im Rheinland, Joachim Gerhardt, Pfarrer des Evangelischen Kirchenkreises Bonn, sowie Dana Avidor, Mitglied der Synagogen-Gemeinde Köln. Leitender Geschäftsführer des Vereins ist Andrei Kovacs.